# Isola (métro de Milan)
Pour les articles homonymes, voir Isola.
Isola est une station de métro de la ligne 5 du métro de Milan. Elle est située via Volturno à l'intersection avec la via Sebenico quartier Isola, dans le municipio 9 de Milan en Italie.

## Situation sur le réseau

Plan du métro (2021)

Établie en souterrain, Isola est une station de passage de la ligne 5 du métro de Milan. Elle est située entre la station Zara, en direction du terminus nord Bignami, et la station Garibaldi FS, en direction du terminus ouest San Siro Stadio.
Elle dispose des deux voies de la ligne, encadrées par deux quais latéraux.

## Histoire
La station Isola est mise en service le 1er mars 2014, lors de l'ouverture à l'exploitation du prolongement de Zara à Garibaldi FS. Elle est nommée en référence au quartier éponyme.

## Services aux voyageurs

### Accès et accueil
La station est située à l'intersection entre la via Volturno et la via Sebenico. Elle dispose de quatre bouches situées, par deux, sur la via Volturno, de chaque côté de l'intersection. Elles sont équipées d'escaliers et d'escaliers mécaniques et complétées par un accès direct par ascenseur depuis l'extérieur. La station est accessible aux personnes à la mobilité réduite.

### Desserte
Isola est desservie par les rames qui circulent sur la ligne 5 du métro de Milan. Les quais sont équipés de portes palières.

Installations
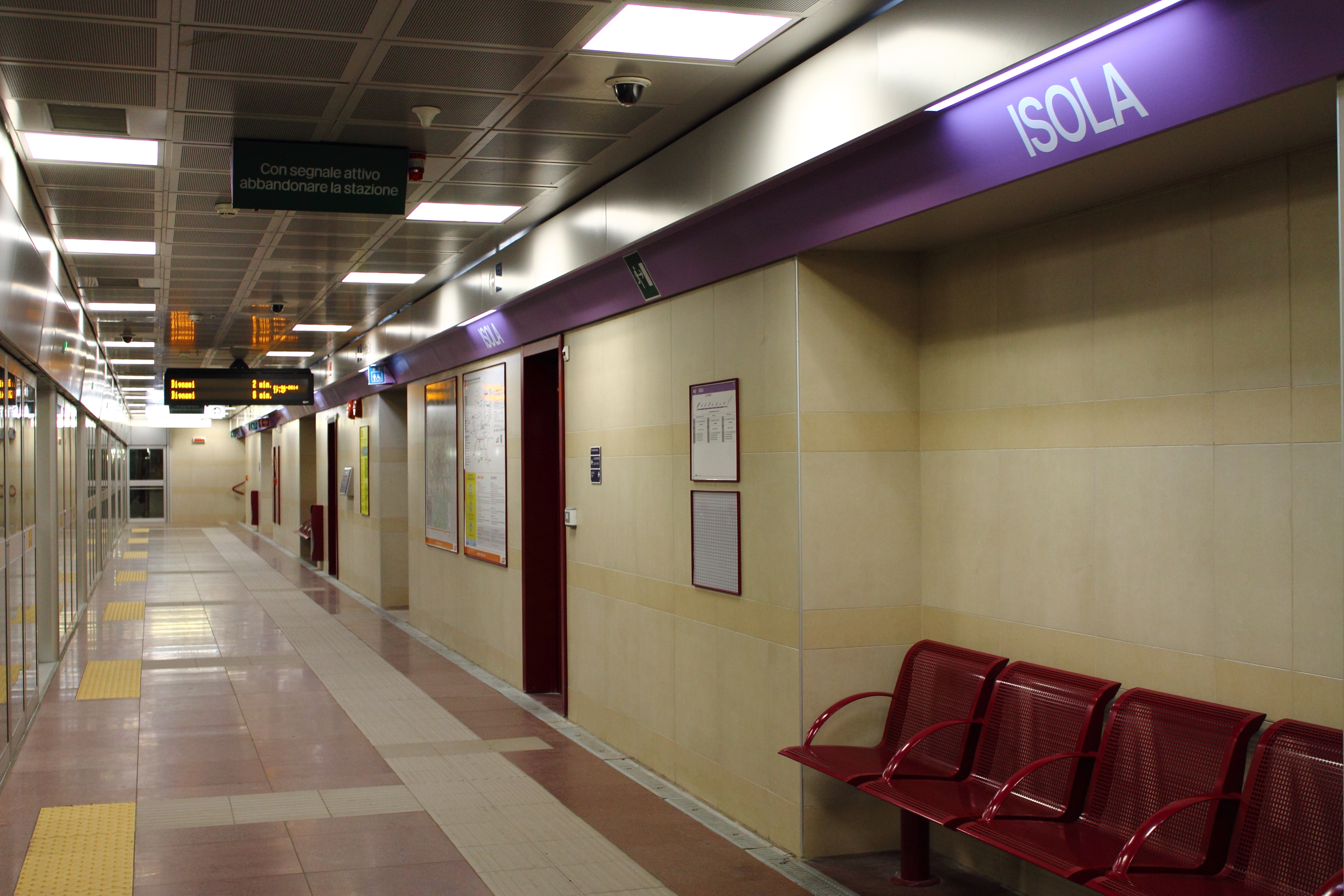
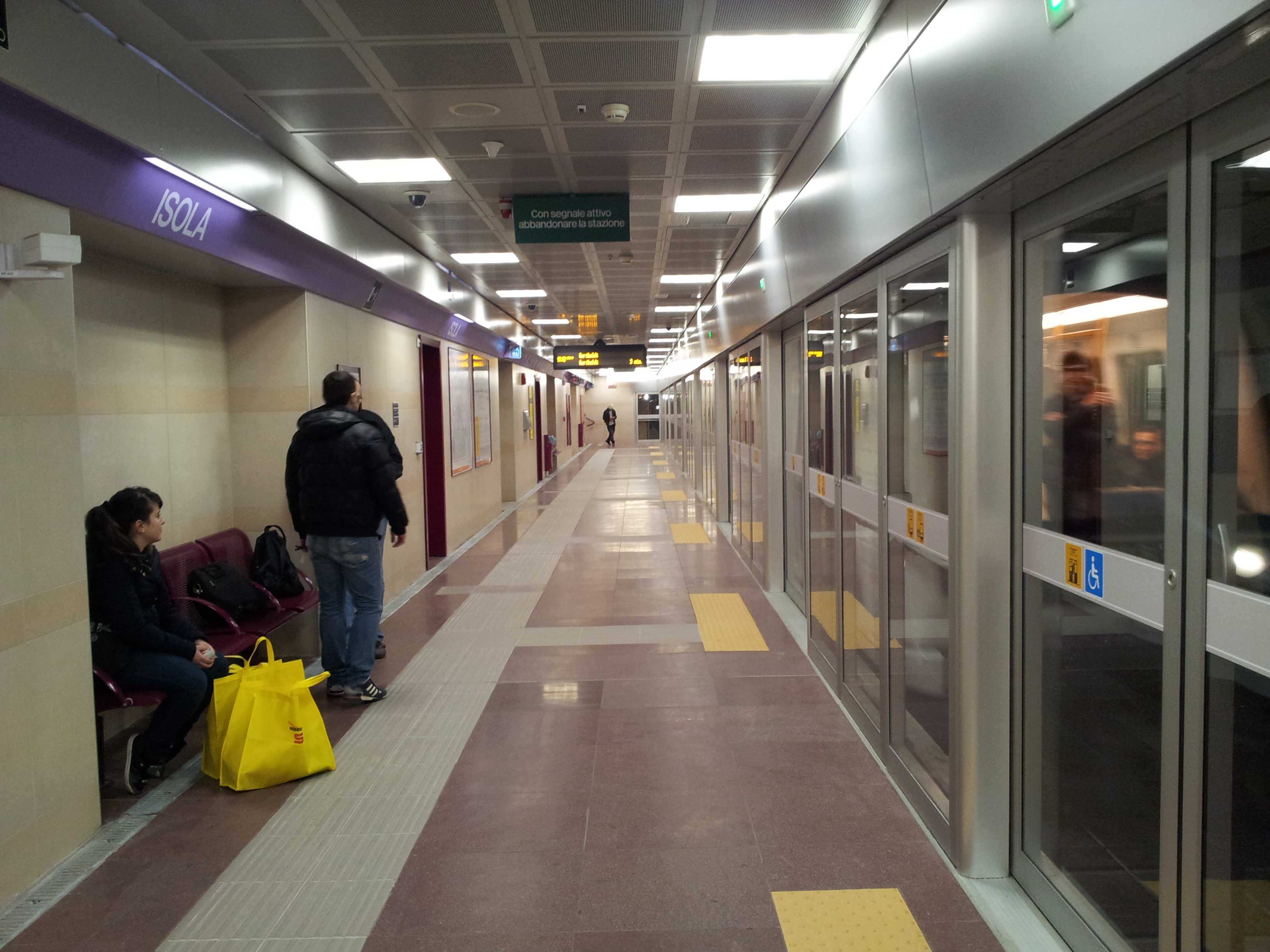

### Intermodalité
À environ 200 mètres, au nord par la via Volturno, sur la piazzale Lagosta, un arrêt du Tramway de Milan est desservie par les lignes 7, 31 et 33  ; et un arrêt de bus est desservi par la ligne 60.

## À proximité
- Bosco Verticale